# Luigi Petri
Pour les articles homonymes, voir Petri.
Luigi Petri, né le 8 septembre 1860 à Florence et mort le 28 mars 1911, est un peintre et enlumineur de manuscrits italien, actif à Florence.

## Biographie
Luigi Petri naît le 8 septembre 1860 à Florence. Il étudie le dessin avec l'architecte Leopoldo Massari. Il est connu pour ses commandes pour la princesse Corsini, le sénateur Gadda, le sénateur Vigliani et la commune de Livourne. Il réalise de nombreuses commandes pour la maison de Savoie. Luigi Petri meurt à Florence le 28 mars 1911 et est inhumé par la Vénérable archi-fraternité de la Miséricorde de Florence.